# Said Mohamed Djohar
Said Mohamed Djohar (ur. 22 sierpnia 1918 w Mahajandze na Madagaskarze, zm. 23 lutego 2006 w Mitsamiouli) – komoryjski polityk, prezydent Komorów w latach 1989–1995 oraz w 1996.

## Życiorys
W 1946 roku rozpoczął pracę jako nauczyciel w Simie. W tym samym roku z poparcia Saida Mohameda Cheikha został wybrany do nowo powstałej rady generalnej Terytorium Komorów. Uzyskał reelekcję w wyborach w 1952 i 1970 roku. Od czerwca do października 1972 roku pełnił funkcję przewodniczącego rady terytorialnej. W 1973 roku został przedstawicielem Terytorium Komorów na Madagaskarze; funkcję tę pełnił od uzyskania przez Komory niepodległości w 1975 roku. W okresie rządów swego przyrodniego brata Alego Soiliha nie angażował się w działalność polityczną.
W nocy z 26 na 27 listopada 1989 roku urzędujący od 11 lat Ahmed Abdallah został zabity w niejasnych okolicznościach. Zgodnie z konstytucją z 1978 roku pełniącym obowiązki prezydenta Komorów został Przewodniczący Sądu Najwyższego Haribon Chebani. W nocy z 27 na 28 listopada Bob Denard przeprowadził zamach stanu, w którym Haribon Chebani został obalony. Następnego dnia prezydentem został Said Mohamed Djohar, który trzy dni wcześniej został mianowany na stanowisko Przewodniczącego Sądu Najwyższego. Faktyczną władzę sprawował Bob Denard, który ostatecznie ugiął się pod groźbą interwencji zbrojnej ze strony Francji, i 15 grudnia poddał się siłom francuskim.
Pierwsze po śmierci Abdallaha wybory zapowiedziane zostały na luty 1989 roku. Jednakże na skutek problemów organizacyjnych oraz wykrytych prób oszustwa, ostatecznie pierwsza tura wyborów odbyła się 4 marca. Z ośmiu startujących kandydatów wygrał ją, uzyskując 24,35% poparcia, Mohamed Taki Abdulkarim; Djohar zajął drugie miejsce, z wynikiem 23,07%. W drugiej turze, 11 marca 1989 roku, wygrał Djohar z poparciem 55,06%.
Jakkolwiek na Komorach formalnie nadal obowiązywał zakaz działalności innych partii niż Komoryjska Unia dla Postępu (fr. Union Comorienne pour le Progrès), Djohar zezwolił na swobodną działalność polityczną. W krótkim czasie na wyspach pojawiło się około 40 partii. Prezydent podjął we współpracy z Międzynarodowym Funduszem Walutowym próby reform gospodarczych, które jednak zakończyły się całkowitym fiaskiem i praktycznym bankructwem państwa.
Rządy Djohara charakteryzowały się niestabilnością polityczną. Siły prezydenckie udaremniły zamachy stanu w sierpniu 1990 i wrześniu 1992 roku, zaś 3 sierpnia 1991 roku ówczesny Przewodniczący Sądu Najwyższego Ibrahim Ahmed Halidi próbował zdjąć z urzędu Djohara pod pretekstem niemożności sprawowania przez niego władzy, został jednak aresztowany. W międzyczasie doszło także do nieudanego zamachu na życie Djohara. 28 września 1995 roku na Komory powrócił Bob Denard, i przy pomocy kapitana Ayouby Combo dokonał tym razem udanego zamachu stanu. Rządy najemników nie trwały długo, bo już 4 października na skutek interwencji Francji Bob Denard i jego ludzie zostali aresztowani.
Korzystając z nieobecności Djohara, który zabrany został na Reunion w związku z odniesionymi obrażeniami, władzę w państwie przejął premier Caabi El-Yachroutu Mohamed, który 31 października ogłosił się tymczasowym prezydentem. Nowy rząd zakazał Djoharowi powrotu na Komory; Djohar odpowiedział, powołując 5 listopada 1995 roku rząd na uchodźstwie. 23 stycznia 1996 roku Organizacja Jedności Afrykańskiej wynegocjowała porozumienie między Mohamedem a Djoharem, na mocy którego od 24 stycznia 1996 Djohar ponownie, choć tylko symbolicznie, został prezydentem. W dniach 6–16 marca 1996 roku zorganizowane zostały wybory prezydenckie, w których Djohar nie brał już udziału. Większością 64,30% wygrał w nich Mohamed Taki Abdulkarim. Po wyborach Djohar nie wrócił już do życia publicznego.
Uważany jest za pierwszego demokratycznie wybranego prezydenta Komorów (Ahmed Abdallah w 1975 roku wybrany został przez parlament Komorów). Określany jest mianem Papa Djo – ojcem komoryjskiej demokracji. Pośmiertnie wydana została jego autobiografia Mémoires du président des Comores: quelques vérités qui ne sauraient mourir.